# NGC 6982
NGC 6982 (другие обозначения — PGC 65776, ESO 235-19, IRAS20537-5203) — спиральная галактика с перемычкой (SBa) в созвездии Индеец.
Этот объект входит в число перечисленных в оригинальной редакции «Нового общего каталога».